# Ni plus ni moi
 (août 2018).
Ni plus ni moi est une mini-série québécoise en six épisodes de 45 minutes écrite par Sylvie Bouchard et réalisée par Jean-Philippe Duval, diffusée entre le 6 janvier et le 10 février 2010 à Séries+,.

## Synopsis
Marc-Antoine, un conseiller senior en marketing, voit soudainement son emploi remis en question alors qu'il vient de signer une importante hypothèque avec sa conjointe, Isabelle. Comme son patron lui reproche d'avoir perdu le contact avec le vrai monde, il se déniche un emploi de cuisinier dans un resto bien Québécois. Commencera alors pour lui une double vie qui lui permettra de reprendre contact avec lui-même.

## Fiche technique
- Scénariste : Sylvie Bouchard
- Réalisation : Jean-Philippe Duval
- Musique : Éloi Painchaud
- Société de production : Sphère Média Plus

## Distribution
- Emmanuel Bilodeau : Marc-Antoine Lecours
- Hélène Florent : Isabelle de Banville
- Édith Cochrane : Josée
- Isabelle Brouillette : Martine Fortin
- Jeff Boudreault : Guy Lemelin
- Luc Senay : Denis
- Sylvie Moreau : Elizabeth
- Vincent Leclerc : le patron
- Sébastien Gauthier : Fred Mazzarelli
- Monique Miller : Estelle Vasse
- Sylvie Katherine Bouchard : Jessica
- Julie du Page : Caroline
- Raphaël Roberge : Jérémie, fils de Josée

## Personnages
- Marc-Antoine Lecours : Conseiller en marketing BCBG et conjoint d'Isabelle depuis 11 ans, sa vie semble parfaite. Jusqu'à ce que son patron lui annonce que son emploi est en danger car il s'est éloigné des vraies valeurs. Il entreprend alors un véritable périple afin de retrouver ce contact en travaillant comme cuisinier sous le nom de Marc-André Boulanger.
- Isabelle de Banville : Conjointe de Marc-Antoine et fille de diplomate, Isabelle semble la femme parfaite. Mais alors que sa vie est sur le point de prendre un tournant décisif, elle angoisse. Comment savoir si elle est sur la bonne route ?
- Josée : Serveuse au franc parler dans le snack-bar où Marc-Antoine travaille, c'est une mère monoparentale qui rêve de trouver l'homme de sa vie.
- Martine Fortin : Ancienne amie de Marc-Antoine retrouvée au hasard d'une étude, Martine ressemble toujours à la femme qu'il a connue. Comme elle le dit si bien : « J'ai pas de maison, j'ai pas de REER, j'roule pas en BM, mais oui, j'ai ben du fun! »[3] Elle est infirmière à temps partielle dans un CLSC et donne des ateliers de théâtre de temps à autre.
- Guy Lemelin : Meilleur ami d'Isabelle et collègue de Marc-Antoine.
- Denis : Patron de Marc-Antoine au Snack bar.
- Elizabeth : Meilleure amie et collègue de travail d'Isabelle, Elizabeth trouve toujours le bon mot… pour envenimer l'angoise d'Isabelle.
- Le Patron : Patron de Marc-Antoine dans la firme de marketing pour qui chaque seconde compte.
- Fred Mazzarelli : Client régulier du snack bar, Fred rêve de Josée.
- Estelle Vasse : Mère très guindée d'Isabelle qui lui conseille d'apprendre à prendre des décisions par elle-même et de ne jamais laisser tomber sa carrière.
- Jessica : Cliente du snack-bar et amie de Josée qui trouve les réponses dans les cartes.
- Caroline : Venue de Paris, elle étudie la possibilité d'établir une succursale de la firme dans la ville lumière.

## Épisodes
Les épisodes, sans titres, sont numérotés de un à six.